# Cerodontha chaixiana
Cerodontha chaixiana är en tvåvingeart som beskrevs av Franz Groschke 1955. Cerodontha chaixiana ingår i släktet Cerodontha och familjen minerarflugor. Inga underarter finns listade i Catalogue of Life.